# Villanueva (Ribadedeva)
Villanueva (auch San Juan) ist eines von drei Parroquias in der Gemeinde Ribadedeva der autonomen Region Asturien in Spanien.
 Die 184 Einwohner (2011) leben in drei Dörfern. Colombres, der Verwaltungssitz der Gemeinde Ribadedeva ist 2,8 km entfernt. Der Rio Deva fließt durch das Parroquia.

## Sehenswürdigkeiten
- Kirche San Juan Bautista in Villanueva aus dem 18. Jahrhundert
- Kapelle San Roque in Andinas
- Kapelle San Roque in Vilde
- Molino de Andinas (Wassermühle)

## Feste und Feiern
- 22. April Las Angustias in Villanueva[1]

## Dörfer und Weiler im Parroquia
- Andinas (Andines) – 22 Einwohner 2011 43° 20′ 49″ N, 4° 32′ 41″ W
- Vilde – 55 Einwohner 2011 43° 22′ 4″ N, 4° 32′ 16″ W
- Villanueva – 107 Einwohner 2011 43° 21′ 40″ N, 4° 33′ 3″ W